# Resolutie 1666 Veiligheidsraad Verenigde Naties
Resolutie 1666 van de Veiligheidsraad van de Verenigde Naties werd op 31 maart 2006 unaniem aangenomen door de VN-Veiligheidsraad, en verlengde de waarnemingsmissie in Abchazië met zesënhalve maand.

## Achtergrond
Op de golf van opkomend onafhankelijkheidsstreven van Georgië uit de Sovjet-Unie tegen het einde van de jaren 1980, streefde de Abchazische minderheid in de Abchazische autonome republiek de onafhankelijkheid na, uit angst de autonomie in Georgië te verliezen. Het leidde tot etnische spanningen met de Georgiërs, die in Abchazië de grootste bevolkingsgroep waren.
In 1992 kwam het tot een gewapend conflict, waarbij ook Rusland betrokken raakte, dat het voor de Abchaziërs opnam. Begin 1993 braken zware gevechten uit om de Abchazische hoofdstad Soechoemi. In de zomer van 1993 werd een staakt-het-vuren afgesproken en werd de UNOMIG-waarnemingsmissie opgericht. De val van Soechoemi in september 1993 leidde tot grootschalige etnische zuiveringen tegen de Georgische gemeenschap.

## Inhoud
Men herinnerde nogmaals aan de basisprincipes voor de verdeling van bevoegdheden tussen Tbilisi en Soechoemi en verwelkomde bijkomende ideeën van de partijen om creatief en constructief deel te nemen aan de politieke dialoog. Beide zijden werden opgeroepen voluit gebruik te maken van de beschikbare mechanismen om tot een vreedzaam vergelijk te komen en te voldoen aan alle voorgaande akkoorden aangaande een staakt-het-vuren, geweldloosheid en het opbouwen van vertrouwen.
Aan Georgische zijde werd aangedrongen de Abchazische veiligheidszorgen serieus te nemen, geen stappen te zetten die als bedreigend konden worden ervaren en ook geen militaire retoriek meer te bezigen.
De Abchazen moesten dan weer zorgen dat vluchtelingen in alle veiligheid en menswaardig konden terugkeren en dat hun rechten inzake huisvesting en identiteit werden gerespecteerd.
Dan werd het mandaat van de UNOMIG-waarnemingsmacht in Georgië verlengd tot 15 oktober 2006. Ten slotte werd secretaris-generaal Kofi Annan gevraagd binnen drie maanden te rapporteren over de situatie in Abchazië en vooral over de vooruitgang van de onderhandelingen over geweldloosheid en de terugkeer van vluchtelingen en ontheemden.

## Verwante resoluties
- Resolutie 1615 Veiligheidsraad Verenigde Naties (2005)
- Resolutie 1656 Veiligheidsraad Verenigde Naties
- Resolutie 1716 Veiligheidsraad Verenigde Naties
- Resolutie 1752 Veiligheidsraad Verenigde Naties (2007)

Lijst ·  1652 ·  1653 ·  1654 ·  1655 ·  1656 ·  1657 ·  1658 ·  1659 ·  1660 ·  1661 ·  1662 ·  1663 ·  1664 ·  1665 ·  1666 ·  1667 ·  1668 ·  1669 ·  1670 ·  1671 ·  1672 ·  1673 ·  1674 ·  1675 ·  1676 ·  1677 ·  1678 ·  1679 ·  1680 ·  1681 ·  1682 ·  1683 ·  1684 ·  1685 ·  1686 ·  1687 ·  1688 ·  1689 ·  1690 ·  1691 ·  1692 ·  1693 ·  1694 ·  1695 ·  1696 ·  1697 ·  1698 ·  1699 ·  1700 ·  1701 ·  1702 ·  1703 ·  1704 ·  1705 ·  1706 ·  1707 ·  1708 ·  1709 ·  1710 ·  1711 ·  1712 ·  1713 ·  1714 ·  1715 ·  1716 ·  1717 ·  1718 ·  1719 ·  1720 ·  1721 ·  1722 ·  1723 ·  1724 ·  1725 ·  1726 ·  1727 ·  1728 ·  1729 ·  1730 ·  1731 ·  1732 ·  1733 ·  1734 ·  1735 ·  1736 ·  1737 ·  1738